# Sågtjärnen (Vilhelmina socken, Lappland)
Sågtjärnen är en sjö i Vilhelmina kommun i Lappland och ingår i Ångermanälvens huvudavrinningsområde. Sjön har en area på 0,052 kvadratkilometer och ligger 535,4 meter över havet. Sågtjärnen ligger i Marsfjället Natura 2000-område.

## Delavrinningsområde
Sågtjärnen ingår i det delavrinningsområde (723081-149548) som SMHI kallar för Mynnar i Krutsjön. Medelhöjden är 578 meter över havet och ytan är 1,69 kvadratkilometer. Räknas de 3 avrinningsområdena uppströms in blir den ackumulerade arean 11,17 kvadratkilometer. Vattendraget som avvattnar avrinningsområdet har biflödesordning 4, vilket innebär att vattnet flödar genom totalt 4 vattendrag innan det når havet efter 410 kilometer. Avrinningsområdet består mestadels av skog (91 procent). Avrinningsområdet har 0,06 kvadratkilometer vattenytor vilket ger det en sjöprocent på 3,6 procent.